# Nils Altmieks
Nils Müller geb. Altmieks (* 1987 in Paderborn) ist ein deutscher Rechtsextremist, Mitbegründer und ehemaliger Deutschlandvorsitzender der Identitären Bewegung.

## Leben
Altmieks wuchs in Altenbeken bei Paderborn auf und besuchte das Gymnasium St. Xaver in Bad Driburg. Anschließend studierte er Bauingenieurwesen. Ab 2012 war er als Bauingenieur in der Region Nürnberg tätig. Im Jahr 2017 wurde Altmieks die Waffenlizenz entzogen, Grund war seine tragende Rolle in der Identitären Bewegung, er klagte erfolglos. In der Gemeinde Leutenbach bei Forchheim sorgte 2019 ein Bauantrag von Altmieks für Widerstände innerhalb der Gemeindebevölkerung. Das erworbene Grundstück veräußerte er daraufhin wieder.
Inzwischen ist er in Zenting im Landkreis Freyung-Grafenau ansässig und führt eine Firma für Energieberatung. Er hat den Nachnamen seiner Ehefrau angenommen.

## Karriere in der rechtsextremen Szene
Im Jahr 2006 nahm Altmieks an einem Camp der Neonazi-Jugendorganisation Heimattreue Deutsche Jugend teil. 2012 gehörte er zu den Mitbegründern der Identitären Bewegung in Deutschland und wurde zu ihrem Vorsitzenden gewählt. Er war maßgeblich am Aufbau der Strukturen der Identitären Bewegung beteiligt und nahm an mehreren Störaktionen aktiv teil. Unter anderem störte er eine Veranstaltung mit dem Grünenpolitiker Cem Özdemir, wofür er einen Strafbefehl erhielt.